# Kurt Gscheidle
Kurt Gscheidle, né le 16 décembre 1924 à Stuttgart et décédé le 22 février 2003 à Sarrebruck, est un homme politique ouest-allemand, membre du Parti social-démocrate d'Allemagne (SPD), dont il représente l'aile droite, et qui est ministre fédéral des Postes de 1974 à 1982, cumulant ce poste avec celui des Transports jusqu'en 1980.

## Vie professionnelle

### Formation et activité
Il suit un apprentissage de technicien à la Reichspost entre 1939 et 1942, puis est enrôlé dans la Wehrmacht. Fait prisonnier de guerre en 1945, il est relâché trois ans plus tard et devient alors technicien des télécommunications de la Deutsche Post. En 1950, il effectue des études supérieures à l'académie sociale de l'université de Dortmund, dont il ressort en 1951 avec un diplôme d'ingénieur.

### Militant syndical
Il entre au service du syndicat postal Deutsche Postgewerkschaft (DPG) en 1953 à Francfort-sur-le-Main, en tant que secrétaire pour la Technologie et les Affaires économiques. Il est désigné vice-président fédéral quatre ans plus tard, et occupe ce poste jusqu'en 1969. Cette année-là, le comité directeur de la Confédération allemande des syndicats (DGB) le choisit à l'unanimité comme candidat à la présidence, mais ses propos relatifs à la réforme de l'organisation le conduisent à se retirer au profit de Heinz Oskar Vetter.

## Vie politique

### Les débuts
Il adhère au SPD en 1956, et fait ensuite partie de l'aile de Godesberg, qui réunit les sociaux-démocrates tenant d'une ligne à la fois conservatrice et libérale. Il est également conseiller municipal de Oberursel, avant d'être élu en 1961 député de Hesse au Bundestag. Il entre l'année suivante au bureau du groupe parlementaire SPD.

### Secrétaire d'État
Il devient, en 1969, secrétaire d'État administratif du ministère fédéral des Postes, et prend alors la présidence de la commission de la Deutsche Bundespost. Il se montre alors partisan d'une réforme de la gestion du service postal, qui constitue à l'époque une administration fédérale. Le rapport de la commission conduit à la rédaction d'un projet de loi réformant la gestion de la Deutsche Bundespost, qui n'a jamais été adopté.

### Ministre fédéral
Le 16 mai 1974, Kurt Gscheidle est nommé ministre fédéral des Transports, des Postes et des Télécommunications. En peu de temps, il parvient à lutter contre le déficit de la Deutsche Bundespost et de la Deutsche Bahn. Il lance alors la privatisation des plus petites voitures de train, et prévoyait d'étendre cette mesure à l'ensemble de la société, à l'exception des rails, en 1978. Il institue en 1980 une taxe sur les appels locaux, calculée en fonction de la durée de la communication. À la suite des élections fédérales tenues cette même année, le ministère des Transports retrouve son autonomie, Gscheidle, qui a acquis la réputation d'être le premier ministre des Transports du pays à s'être fait des ennemis chez les professionnels du secteur, restant chargé des Postes et Télécommunications. Au cours de la grève postale du mois de novembre 1980, il ordonne la réquisition des grévistes, ce qui est finalement jugé contraire à la Loi fondamentale treize ans plus tard. Le 28 avril 1982, il est démis de ses fonctions à l'occasion d'un remaniement ministériel, et quitte alors la vie politique. Il n'a en effet pas été réélu au Bundestag au scrutin de 1980, après avoir obtenu en 1976 un siège en Rhénanie-du-Nord-Westphalie.